# Stepówka prążkowana
Stepówka prążkowana (Pterocles lichtensteinii) – gatunek średniej wielkości ptaka z rodziny stepówek (Pteroclidae). Występuje w saharyjskiej i wschodniej części Afryki oraz w południowo-zachodniej Azji – od półwyspu Synaj przez Półwysep Arabski po Iran i Pakistan. Nie jest zagrożony wyginięciem.

## Taksonomia
Po raz pierwszy gatunek opisał Coenraad Jacob Temminck w 1825 roku. Przydzielił mu nazwę Pterocles lichtensteinii, podtrzymywaną przez Międzynarodowy Komitet Ornitologiczny (IOC; 2020). Holotyp pochodził z Nubii. Niektórzy autorzy umieszczali gatunek w rodzaju Eremialector. Możliwe, że stepówka prążkowana tworzy klad ze stepówką czarnolicą (P. decoratus), dwuwstęgową (P. bicinctus), czterowstęgową (P. quadricinctus) oraz indyjską (P. indicus). IOC wyróżnia 5 podgatunków, te same uznają autorzy Handbook of the Birds of the World. Proponowane podgatunki abessinicus, nigricans i hyperythrus zawierają się w nominatywnym.

## Podgatunki i zasięg występowania
IOC wyróżnia następujące podgatunki:
- P. l. targius Geyr von Schweppenburg, 1916 – Sahara i strefa Sahelu od południowego Maroka i Mauretanii po Czad[4]
- P. l. lichtensteinii Temminck, 1825 – stepówka prążkowana[3] – południowy Izrael, Jordania, półwysep Synaj, południowo-wschodni Egipt i Sudan na południe po Erytreę, północną Etiopię i północną Somalię oraz Sokotrę[4]
- P. l. sukensis Neumann, 1909 – południowo-wschodni Sudan Południowy i południowa Etiopia na południe po centralną Kenię[4]
- P. l. arabicus Neumann, 1909 – stepówka arabska[3] – południowy Półwysep Arabski (z wyjątkiem centralno-wschodniego Jemenu) na wschód po południowy Iran i południowy Pakistan (Beludżystan i Sindh)[4]
- P. l. ingramsi Bates & Kinnear, 1937 – wschodnio-centralny Jemen (muhafaza Hadramaut)[4]

BirdLife International szacuje zasięg występowania na 3,83 mln km².

## Morfologia

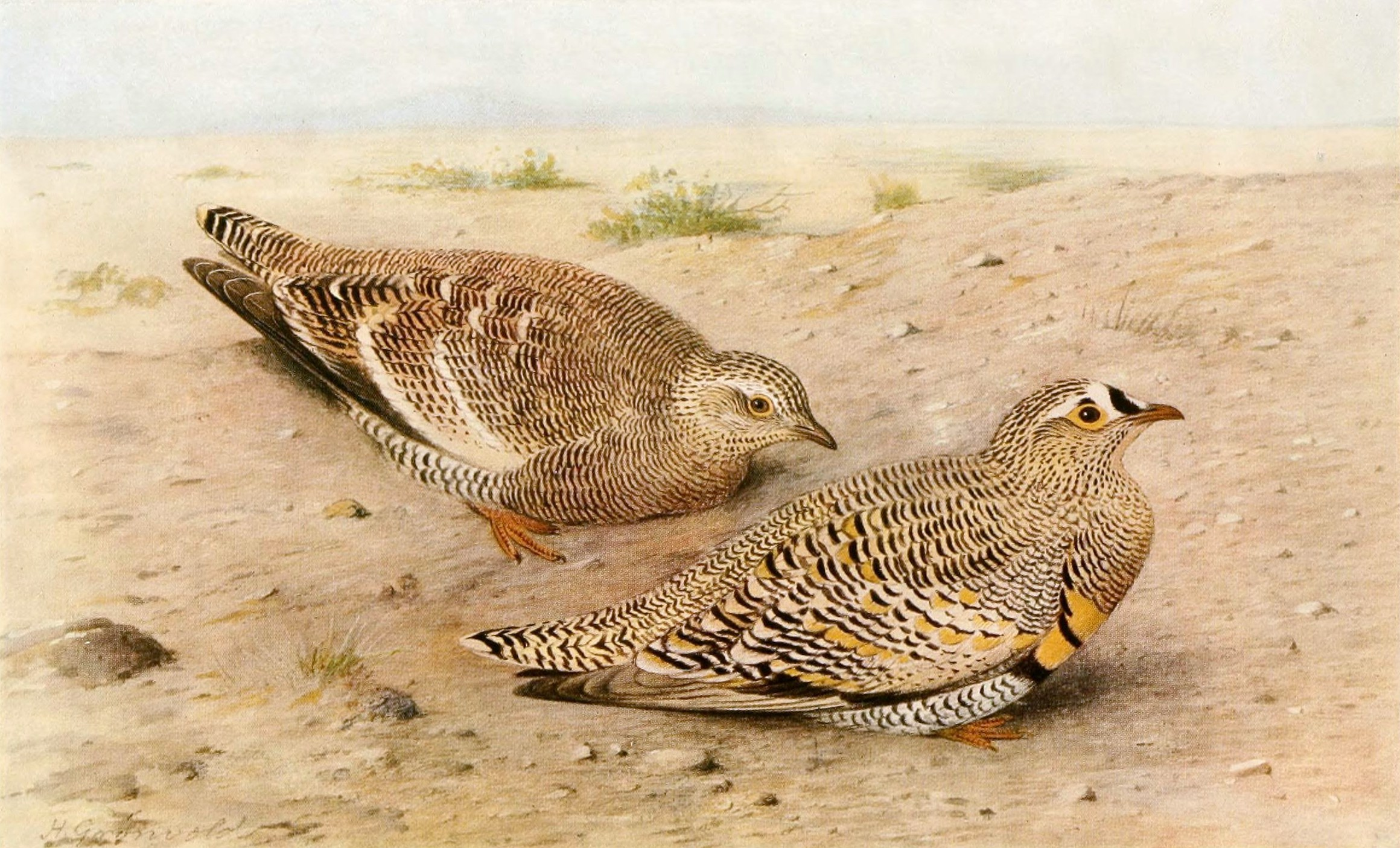
Ilustracja z 1921 autorstwa Henrika Grönvolda; przedstawia ptaki podgatunku arabicus

Długość ciała wynosi 22–26 cm. Skrzydło u samca mierzy 187–195 mm (u samicy 176–187 mm). Długość ogona u samców mieści się w przedziale 70–81 mm, u samic 66–72 mm. Skok liczy 26–28 mm u samców, 25 mm u samic. E.C. Stuart Baker podaje, że u podgatunku arabicus dziób mierzy 11,6–13,9 mm. Masa ciała u ptaków z podgatunku P. l. sukensis to 175–250 u samców i 190–230 g u samic.
Dalszy opis dotyczy podgatunku P. l. targius. Sylwetką stepówka prążkowana przypomina małego gołębia o stopniowanym ogonie, w skład którego wchodzi 14–16 sterówek. Jest najmniejszą i posiadającą najkrótszy ogon stepówką zachodniej Palearktyki. Charakterystyczną jej cechą jest brak wydłużonych piór w ogonie i jednolicie szare pokrywy podskrzydłowe.
Dymorfizm płciowy słabiej zarysowany niż u innych stepówek. U samca głowa, szyja i większość spodu ciała białe, pokryte gęsto czarnymi prążkami. Nie występują one jedynie na wierzchu głowy, gdzie dostrzec można paski i plamki, na policzkach i niższej części gardła. Łatwa do dostrzeżenia jest biała brew i paskowane czoło. Żółtopłowy grzbiet, kuper i pokrywy skrzydłowe także pokrywają gęste czarne prążki – pod niektórymi kątami grzbiet może wyglądać na cały ciemny. Na części skrzydła widocznej, gdy jest złożone, barkówkach i dłuższych pokrywach nadogonowych występują złotopłowe plamki. Przez pierś przebiega szeroki, czarny pas, zaś przez niego i pod nim po jednej czarnej linii. U samicy ogół upierzenia bardziej matowy; przód głowy, jej wierzch i szyja intensywniej paskowane; brak przepaski na piersi lub jest ona ograniczona do płowego paska. Podgatunek nominatywny jest mniej rdzawy i ma bardziej płowy wierzch ciała. Przedstawiciele P. l. sukensis najciemniejsi w gatunku; posiadają także intensywniejsze prążkowanie, zwłaszcza na skrzydłach i wierzchu ciała. Ptaki podgatunku ingramsi najjaśniejsze, mają również najrzadsze paski; w upierzeniu grzbietu i wierzchu ciała więcej brązu i barwy płowej; szersza opaska na piersi. Podgatunek arabicus wyróżnia ciemniejsze upierzenie i gęstsze paski niż u ingramsi, ale wyraźnie jaśniejsze niż u pozostałych trzech podgatunków. Tęczówka brązowa, widoczna żółta obrączka oczna (u samic jaśniejsza, nawet szarawa), dziób czerwonobrązowy. Skoki płowe do białawych.

## Ekologia

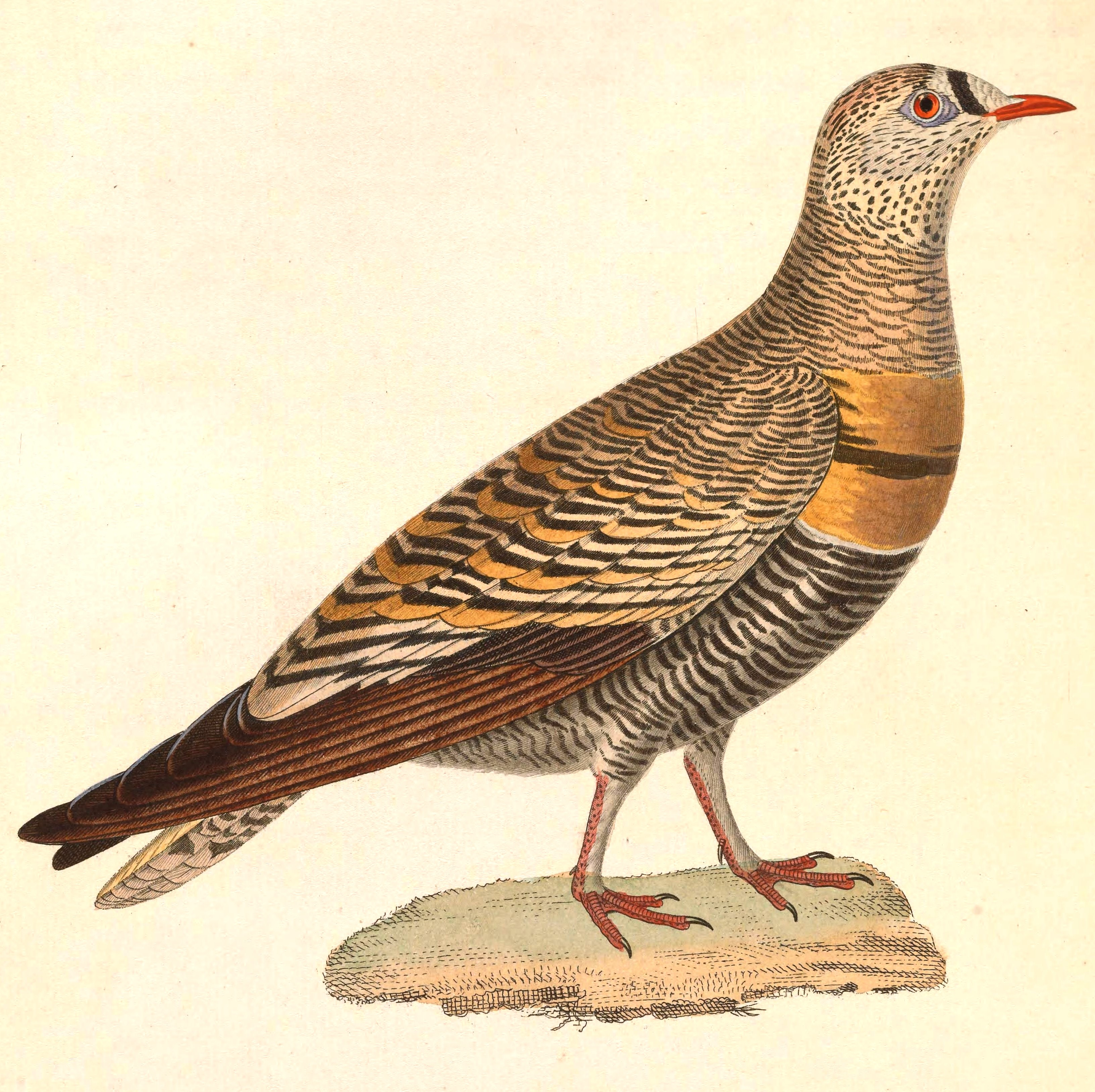
Tablica barwna z 1838 przedstawiająca samca

We wschodniej Afryce stepówka prążkowana występuje do wysokości 1800 m n.p.m. Jest dobrze przystosowana do klimatu gorących pustyń, ale unika otwartych pustyń o jednolitym, piaszczystym charakterze – wybiera te piaszczyste lub kamieniste z ciernistymi krzewami, zakrzewione uedy, zakrzewione kamieniste zbocza i miejsca po wycince drzew, także okolice obszarów uprawnych. W jednym z miejsc gniazdowania stwierdzonym w Zjednoczonych Emiratach Arabskich (pole golfowe w Hatta, emirat Dubaj) temperatura za dnia sięga 40 °C, a w okolicy występuje m.in. Euphorbia larica i Acacia tortilis. Przedstawiciele P. lichtensteinii to ptaki towarzyskie, choć rzadko stwierdzane w większych grupach; z Omanu pochodzą doniesienia o grupach liczących blisko 300 osobników. W większości ptaki osiadłe, mało doniesień o wędrówkach nomadycznych. Podobnie jak inni przedstawiciele rodziny stepówka prążkowana żywi się nasionami. Preferuje nasiona Vachellia seyal, ponadto zjada te z gatunków Asphodelus tenuifolius, rodzajów Prosopia, babka (Plantago), rezeda (Reseda), strączyniec (Cassia) i solanka (Salsola), do tego kwiaty i liście przypołudników (Mesembryanthemum), owady (w tym chrząszcze, mrówki, mrówkolwowate i ich larwy). Przedstawiciele gatunku prowadzą głównie nocny tryb życia, piją po zmierzchu lub tuż przed świtem. Przez większość dnia pozostają w cieniu. Głosy obejmują płynne łiit–łiit–łiit lub kłituu wydawane w locie; spłoszona stepówka prążkowana odzywa się gardłowym krerwerwerwer, alarmuje rechoczącym krre-krrekrre-krre.

### Lęgi
Biologia rozrodu słabo poznana. Stepówka prążkowana lęgnie się od lutego do września, najintensywniej od maja do lipca. Gniazdo to wydrapany w ziemi dołek liczący około 10 na 10 cm, często ulokowany pośród rozrzuconych drzew, kamieni, pod krzewem, ale i na otwartej przestrzeni. W przeciwieństwie do innych stepówek P. lichtensteinii woli odlatywać z gniazda, niż odbiegać. W zniesieniu trzy, rzadziej dwa, jaja; skorupka barwy różowawej do płowej pokryta czerwonobrązowymi lub szaro-fioletowymi plamkami. Trzy jaja ze Zjednoczonych Emiratów Arabskich liczyły blisko 25 na 30 mm. Jaja wysiadują oba ptaki z pary, samiec w nocy; okres inkubacji nieznany. Prawdopodobnie samiec jest odpowiedzialny także za dostarczanie wody pisklętom i opiekę nad nimi. Młode to zagniazdowniki. Okres upływający do pierwszego opierzenia nieznany.

## Status zagrożenia
Przez IUCN stepówka prążkowana jest klasyfikowana jako gatunek najmniejszej troski (LC, Least Concern) nieprzerwanie od 1998 (stan w 2016). Liczebność populacji nieznana, trend szacowany przez BirdLife International jako stabilny ze względu na brak dowodów na spadki liczebności bądź istotne zagrożenia dla gatunku. BirdLife International wymienia 29 obszarów uznanych za ostoje ptaków IBA, w których występuje P. lichtensteinii. Należą do nich m.in. Park Narodowy Ahaggaru w Algierii, okolice zatoki Zula w Erytrei, Park Narodowy Świętej Katarzyny w Egipcie, południowe okolice wsi Aguelhok w Mali, pasmo górskie Tibesti (Czad i Libia), okolice jeziora Umm Badr w Sudanie.